# 川治湯元站
川治湯元站（日语：／ Kawaji-yumoto eki */?）是位於栃木縣日光市川治温泉川治129番1號，屬於野岩鐵道的會津鬼怒川線車站。

## 歷史
- 1986年（昭和61年）10月9日 - 車站啟用。

## 車站構造
此站是高架車站，設有1面1線的單式月台。站前設有廣場，站內則設有臨時售票處，在8時30分至17時00分設有車站職員。車票發售範團包括野岩鐵道、聯接東武線和會津鐵道所有站以及會津若松站。

## 利用狀況
在2016年度，1年總乘車人次為26,747人。即是一日平均乘車人次為約73人。
以下為近年乘車人次變化。
| 年度               | 一年總 乘車人次 | 一日平均 乘車人次 |
| ------------------ | --------------- | ----------------- |
| 2008年（平成20年） | 63,018          | 173               |
| 2009年（平成21年） | 45,070          | 123               |
| 2010年（平成22年） | 37,682          | 103               |
| 2011年（平成23年） | 29,665          | 81                |
| 2012年（平成24年） | 33,837          | 93                |
| 2013年（平成25年） | 27,510          | 75                |
| 2014年（平成26年） | 24,532          | 67                |
| 2015年（平成27年） | 23,981          | 66                |
| 2016年（平成28年） | 26,747          | 73                |

## 車站周邊
- 站前廣場上設有名譽站長川治像。
- 鬼怒川
- 國道121號（日语：国道121号）
- 藤原消防署（日语：日光市消防本部#消防署）川治分署
- 川治郵局
- 川治溫泉（日语：川治温泉）
  - 川治溫泉「藥師之湯」
- 川治水壩（日语：川治ダム）
- 五十里水壩（日语：五十里ダム）

## 巴士路線
| 巴士站         | 系統               | 主要途經                               | 目的地       | 巴士公司     | 備註 |
| -------------- | ------------------ | -------------------------------------- | ------------ | ------------ | ---- |
| 川治湯元站前   | 湯西川線           | 五十里水壩址、湯西川溫泉站             | 湯西川溫泉   | 日光交通     |      |
| 川治湯元站前   | 湯西川線           | 川治溫泉、川治溫泉站、鬼怒川公園站前   | 鬼怒川溫泉站 | 日光交通     |      |
| 川治湯元站入口 | 鬼怒川溫泉女夫渕線 | 日向公民館前、青柳車廠前、川俁溫泉     | 女夫渕       | 日光市營巴士 |      |
| 川治湯元站入口 | 鬼怒川溫泉女夫渕線 | 川治溫泉站前、新藤原站、鬼怒川公園站前 | 鬼怒川溫泉站 | 日光市營巴士 |      |

## 相鄰車站
野岩鐵道
■會津鬼怒川線
- ■特急「Revaty會津」停車站

□快速「AIZU山特快」、■普通
川治溫泉－川治湯元－湯西川溫泉

## 注腳
1. 1 2  栃木県統計年鑑 （页面存档备份，存于）（日語）

## 外部連結
- 野岩鐵道 川治湯元站 （页面存档备份，存于）（日語）